# Palijiwka (obwód odeski)
Palijiwka – wieś na Ukrainie, w obwodzie odeskim, w rejonie odeskim. W 2001 roku liczyła 322 mieszkańców.